# Claude Dubois (dessinateur)
Pour les articles homonymes, voir Dubois et Claude Dubois (homonymie).
Claude Dubois, né le 15 décembre 1934 à Nancy et mort le 21 décembre 2022 à Vandœuvre-lès-Nancy,, est un illustrateur et scénariste de bande dessinée français. Il est notamment l'auteur complet d'environ 95 albums de la série Sylvain et Sylvette entre 1959 et 1986.

## Biographie
Claude Dubois suit les cours de l'École des beaux-arts de Nancy.

### Début de carrière
Les premiers dessins de Claude Dubois sont publiés dans L'Est républicain dès 1947. Le jeune dessinateur devient professionnel en 1950 en publiant des dessins d'humour puis de courtes bandes dessinées, notamment dans La Vie du rail où il signe Dany Clic et Alain en 1956.

### La carrière chez Fleurus
L'essentiel de sa carrière se déroule cependant pour les éditions Fleurus. Il y débute en 1958 en publiant sa première bande dessinée Un hoquet tenace. Il y travaille sans interruption jusqu'en 1986, en collaborant aux revues Cœurs vaillants, Âmes vaillantes, Fripounet et Marisette et Perlin et Pinpin. Il y fournit des jeux, des illustrations ainsi que des récits complets en bandes dessinées. Il assure surtout la continuité de deux séries majeures de l'éditeur, initiées par Maurice Cuvillier : Sylvain et Sylvette et Perlin et Pinpin. On lui doit aussi la création de quelques personnages, héros de récits complets publiés par Fripounet et Marisette : Onésime Poinsurli et Ornicar. Durant presque 30 ans, Fleurus accapare l'activité de Claude Dubois et on ne lui connaît durant cette période que quelques travaux sporadiques pour la revue Nade de La Bonne Presse dans les années 1960.

#### Perlin et PinpinetKiligolo
Claude Dubois reprend également en 1962, à la suite de Maurice Cuvillier, Michel Gellens et Jean Dupin, la série Perlin et Pinpin. Avec Dubois, le personnage du singe  Congo — rebaptisé  Kiligolo— occupe une place grandissante dans la série et finit par éclipser les deux nains qui étaient les seuls protagonistes des débuts. La série désormais titrée Kiligolo, parait sans interruption dans la revue Perlin et Pinpin jusqu'en 1986 et fait l'objet de quelques albums.
Les albums de la série Kiligolo
1. Kiligolo et la mer, Fleurus 1970
2. Kiligolo et le cirque, Fleurus 1970
3. Kiligolo au Far-West, Bonnet Bleu, 2009
4. Kiligolo détective, Bonnet Bleu, 2012

#### Sylvain et Sylvette

Bandeau en-tête des aventures de Sylvain et Sylvette, année 1981

Après la disparition de Maurice Cuvillier en 1957,  les éditions Fleurus sont à la recherche de continuateurs pour la série des aventures de Sylvain et Sylvette. Plusieurs dessinateurs sont pris à l'essai de 1958 à 1962 : Pierre Chéry, Gellens, Jean Dupin et Marcel Chikhanovitch dit Chica pour des publications en album Fleurette ou en album Nouvelles Aventures. C'est durant cette période que la poursuite de la série est confiée à deux autres dessinateurs. Jean-Louis Pesch et Claude Dubois ont ainsi certains de leurs épisodes en pré parution dans le journal Fripounet et Marisette, tandis que d'autres histoires sont en publication directe. C'est en 1960 que Claude Dubois a sa première histoire de publier dans le journal Fripounet et Marisette, elle a pour titre Le joyeux rodéo (album Fleurette n°51 édité en 1961),. Puis une nouvelle organisation se met en place à partir de 1963, les œuvres de Jean-Louis Pesch sont éditées directement en album Fleurette avec Fleurus Edition, tandis que, Claude Dubois, travaillant pour Fleurus Presse, reste le seul a publié ses épisodes dans le journal Fripounet et Marisette avant la sortie en album Fleurette. Ce système se poursuit pendant de nombreuses années. Robert Génin écrit les scénarios pour vingt-trois albums de Sylvain et Sylvette de 1976 à 1986.  
En 1986, Claude Dubois est licencié,  l’éditeur catholique étant en difficulté, le groupe Fleurus Presse change de propriétaire. Les derniers épisodes, écrit en collaboration avec Robert Genin, parus dans le journal Fripounet durant cette année Guitare et fausses notes, Le Miroir déformant, L'Anniversaire de l'ours, Le voyage souterrain ne sont pas édités en album Fleurette.
Les deux successeurs historiques de Maurice Cuvillier développent des styles différents. Claude Dubois privilégie le rire et des pluies de gags  s'abattent sur la série dans un esprit de drôlerie systématique. Le dessin tout en rondeur, le trait souple et délié de l'auteur se prêtent admirablement à cette option pour le burlesque.

### Fin de carrière
Après son licenciement en 1986, Claude Dubois se tourne vers l'illustration de livres pour l'éditeur Nathan et vers la publicité.
À partir de 1970, il pratique aussi la peinture et expose régulièrement.
Claude Dubois anime un blog de décembre 2008 à mars 2022 et pratique l'autoédition.

## Les albums de Sylvain et Sylvette par Claude Dubois

### Série les Nouvelles Aventures de Sylvain et Sylvette (1957-1965)
Colibri ...pleins gaz ! paru en 1959 est la seule aventure dessinée par Claude Dubois pour les éditions Fleurus dans un format à la française, 62 planches, couverture cartonnée.

### Série les Aventures de Sylvain et Sylvette (Albums Fleurette 1953-1967)
Albums en format à l'italienne, 20 planches, couverture souple
1. Il faut sauver Moustachu, 1959
2. La Grande Peur du méchant loup, 1959
3. Le Joyeux Rodéo, 1962
4. Le Totem de compère le Loup, 1962
5. La Peau de l'ours, 1962
6. À l'eau ! À L'eau ! Maître Renard, 1963
7. Escapade sur la corniche, 1963
8. L'Île aux surprises,1963
9. Perdus dans le labyrinthe,1963
10. Le Gorille bleu,1963
11. Bouldegom attaque, 1964
12. De mystérieux ennemis, 1964
13. Mignonnet sera-t-il mangé?, 1965
14. Une idée du Sanglier, 1965
15. La Charge du taureau, 1966
16. L'Ours joue au fantôme, 1966
17. Raton aime trop les confitures, 1966

### Série les Aventures de Sylvain et Sylvette (Albums Fleurette nouvelle série 1967-1979)
Albums en format à l'italienne, couverture souple.
Du no 1 au no 58, les albums comportent une pastille étoilée "albums fleurette nouvelle série" en couverture. Ils sont composés de 20 planches.
À partir du no 53 (réédition pour les  no 53, 55 et 58), les albums qui n'ont pas la pastille étoilée en couverture comportent 16 planches.
1. S.O.S. Sylvain !, 1967
2. Attention à la peinture, 1968
3. Une mystérieuse formule, 1968
4. L'Ours des forêts lointaines, 1969
5. D’Étranges Empreintes, 1969
6. Renard et la clé, 1969
7. Le Prestidigitateur, 1970
8. Sur la piste de Kid Grozours, 1971
9. Au feu ! Au feu !, 1971
10. Ce brave Casimir, 1971
11. La Poule aux œufs d'or, 1971
12. Attention ! Pièges !, 1972
13. Compère Cyrano, 1972
14. Le Grand Boum, 1973
15. Un drôle d'oiseau, 1973
16. Les As du lasso, 1973
17. Mignonnet est très demandé, 1974 (réédition du n°71 Fleurette première série)
18. La Grande Idée du sanglier, 1974 (réédition du n°74 Fleurette première série)
19. Le Taureau mélomane, 1974 (réédition du n°76 Fleurette première série)
20. Sylvain détective, 1974
21. La Poursuite, 1974
22. Le Cheval sauvage, 1975
23. Au galop, Éclair-Blanc, 1975
24. Le Chef !, 1975
25. Fonce Alphonse !, 1975
26. Zouzou fait des siennes, 1975
27. Moustachu se distingue, 1975
28. Une faim de loup, 1976
29. La Bicyclette, 1976
30. La Visite d'Hector, 1976
31. La pierre rouge, 1976
32. La poudre de rire, 1976
33. La Machine à remonter le temps, 1976
34. L’Écran magique, 1976
35. Un si mignon petit ourson, 1976
36. La Pêche est bonne, 1977
37. L'escapade, 1977
38. Un marché honnête, 1977
39. La Revanche des animaux, 1978
40. La Déprime, 1978
41. Le Chien mécanique, 1978
42. Les Pièges, 1978
43. Les Piégeurs piégés, 1978
44. Une idée fumante, 1979
45. Fauve qui peut !, 1979
46. La Méprise, 1979
47. L'Inondation, 1979

### Série les Aventures de Sylvain et Sylvette (Albums Fleurette troisième série 1980-1985)
Cette série d'albums en format à l'italienne, 16 planches, couverture souple, se distingue de la nouvelle série (1967-1979) par l'absence de la pastille étoilée en pied de page de la couverture.
1. Super Raton, 1980
2. Tiburce le dogue, 1980
3. Il était un berger, 1980
4. Sylvette se fâche, 1980
5. Le Monstre, 1981
6. Augustin se rebiffe, 1981
7. L'Ours et l'agneau, 1981
8. Le Chemin perdu, 1981
9. Balade pour un jambon, 1982
10. Mignonnet est très demandé, 1982 
(Réédition du no 63 de Fleurette nouvelle série)
11. La Grande Idée du sanglier, 1982 
(Réédition du no 64 de Fleurette nouvelle série)
12. Jojo-la-panique, 1982
13. Jojo et compagnie, 1982
14. Le Taureau mélomane, 1982 
(Réédition du no 65 de Fleurette nouvelle série)
15. Histoire à dormir debout, 1982
16. Sylvain détective, 1982 
(Réédition du no 66 de Fleurette nouvelle série)
17. L'Ours prend l'air, 1983
18. Le Rocher magique, 1983
19. Bon anniversaire, 1983
20. Le Bonhomme de neige, 1983
21. L'Ours a un plan, 1984
22. L'Accident, 1984
23. Le Vieux Moulin, 1984
24. Les Compères font de la photo, 1984
25. Une bonne imitation, 1985
26. Le Voyage en ballon, 1985
27. La complainte de Renard, 1985
28. Menaces sur la forêt, 1985
29. Les Otages, 1986
30. L'Ours fait la cuisine, 1986

### Histoires inédites
En 2006, Claude Dubois publie les dessins préparatoires de deux albums : Le Cross et Compère la terreur.

En 2009, il propose deux ouvrages regroupant des histoires parues dans Fripounet, mais non publiées en album Fleurette, aux Éditions Bonnet Bleu.
Aventures inédites 1/2
1. L'Automobile de Monsieur Grégoire (Fripounet et Marisette du n°45 au n° 52, 1961)
2. L'Ours fait l'âne (Fripounet, du n°38 au n° 39, 1977)
3. La Lettre (Fripounet, du n°33 au n° 37, 1981)
4. Barbichette attaque (Fripounet, du n°34 au n° 37, 1982)
5. Pêcheurs sachant pêcher (Fripounet, du n°31 au n° 34, 1983)
6. Guitare et fausses notes (Fripounet, du n°46,1985 au n° 01, 1986), scénario Robert Génin

Aventures inédites 2/2
1. Le Miroir déformant  (Fripounet, du n°7 au n°14, 1986), scénario Robert Génin
2. L'Anniversaire de l'ours"  (Fripounet, du n°16 au n° 23, 1986), scénario Robert Génin
3. Voyage souterrain  (Fripounet, du n°30 au n° 37, 1986), scénario Robert Génin

### Histoires rééditées
Claude Dubois réédite au format à l'italienne certains épisodes aux Éditions Bonnet Bleu.
Album 1 3 aventures ! comprend  le n°37 Il faut sauver Moustachu, le n° 39 La Grande peur du méchant loup et le n° 53 La Peau de l'ours de la première série des albums Fleurette
Album 2 Le Cheval sauvage comprend le n°72 Le Cheval sauvage et le n°73 Au galop, Éclair blanc de la nouvelle série des albums Fleurette
Album 3 Kid Grozours + L'Ours et l'agneau  déjà paru sous le titre Sur la piste de Kid Grozours, n°35 de la nouvelle série des albums Fleurette et L'Ours et l'agneau de la troisième série des albums Fleurette

### Histoires inspirées par Maurice Cuvillier
Claude Dubois reprend plusieurs péripéties imaginées par Maurice Cuvillier et parues dans le journal Fripounet et Marisette pendant l'année 1948 pour créer deux albums de la première série Fleurette. Il redessine les vignettes avec effet miroir.
album n°60  À l'eau ! À L'eau ! Maître Renard, 1963
Cet album commence avec la reprise des planches du Fripounet et Marisette du n°49  au  n°51, 1948 pour construire les quatre premières pages de l'album. Afin de s'échapper d'un piège, renard creuse une galerie, Sylvain le poursuit sous terre. La suite de l'album est une péripétie originale : Barbichette a des envies de liberté mais a rapidement des démêlés avec compère Renard. L'ouvrage se termine avec les pages 19 et 20 qui sont une reprise des planches du Fripounet et Marisette du n° 45 et 46 ,1948 : Sylvain ramène difficilement Barbichette à la chaumière.

album n°61 Escapade sur la corniche, 1963
Claude Dubois reprend le déroulement du Fripounet et Marisette du n°31 au n°45, 1948 pour faire les 18 premières planches de l'album. Sylvain et Sylvette partent avec leurs animaux visiter un château en ruine.  Il termine l'épisode  par l'arrivée de Jean-Claude et son papa qui interrompent une attaque du renard sur la chaumière. C'est la seule fois où apparaissent ces deux personnages créés par Maurice Cuvillier dans l'œuvre de Claude Dubois.

### Histoires à suivre...
La plupart des histoires de Sylvain et Sylvette correspondent à un seul album. Toutefois Claude Dubois a créé quelques épisodes se déroulant sur plusieurs albums Fleurette.
Première série les Aventures de Sylvain et Sylvette (Albums Fleurette 1953-1967)
Après avoir lu les aventures de Buffalo-Bill, Sylvain se déguise en cow-boy. Compère loup trouve le livre et propose à ses compères d'être les indiens. Ils partent sur le sentier de la guerre. Albums Fleurette n° 51 Le Joyeux rodéo et n°52 Le Totem de compère le loup.
Grégoire, photographe animalier, ami du papa de Jean-Claude, vient chez Sylvain et Sylvette. Son projet est de photographier les compères et il se déguise en ours pour les approcher. La première rencontre avec le renard se passe bien mais la situation se complique rapidement. À la suite de cet album n°53 La peau de l'ours, Claude Dubois propose un épisode L'Automobile de Monsieur Grégoire de 8 planches, uniquement paru dans la revue Fripounet et Marisette, du n°45 au n°52, 1961. Sur le chemin du retour, Monsieur Grégoire se fait voler sa voiture par compère Ours.
Monsieur Grégoire revient voir nos amis et leur propose de les emmener dans son avion, pour passer des vacances sur une île déserte du Pacifique. Albums Fleurette n° 62 L'Île aux surprises, n° 63 Perdus dans le labyrinthe et n°64 Le Gorille bleu.
Deuxième série les Aventures de Sylvain et Sylvette (Albums Fleurette nouvelle série 1967-1979)
Cet album est particulier car il regroupe deux histoires publiées dans le journal Fripounet. L'album Fleurette n°46  Attention ! Pièges ! est un assemblage de deux épisodes. Claude Dubois considérait que Le hoquet du loup (8 planches paru dans Fripounet du n°32 au n°39 de l'année 1970) et  Attention ! Pièges ! (14 planches paru  dans Fripounet du n°40 au n°47 de l'année 1970) étaient des histoires distinctes.
Un cheval sauvage apparait dans la campagne. Tour à tour, les compères et Sylvain essaient de le capturer. Une histoire qui tenait à cœur de Claude Dubois qui réédite cet épisode aux Éditions Bonnet Bleu en version longue sous le titre Le cheval sauvage (inclus l'ensemble des planches parues dans le journal Fripounet). Albums Fleurette n°72  Le Cheval sauvage et le n° 73 Au galop, Éclair-Blanc.
Zouzou, le neveu de compère Ours vient passer quelques jours chez son oncle. Mais Zouzou est un ourson insupportable... La sortie en album Fleurette ne correspond pas à la chronologie de l'histoire. Celle-ci débute avec l'albumn°85 Un si mignon petit ourson avec l'arrivée de Zouzou et se poursuit avec l'album n°76 Zouzou fait des siennes.
Le professeur-chercheur Andrénas s'est installé dans la forêt voisine. Il montre à nos héros ses extraordinaires inventions. Albums Fleurette n°83 La Machine à remonter le temps et n°84 L’Écran magique.
Des braconniers ont posés des pièges qui deviennent une hantise pour les compères et pour les animaux de Sylvain et Sylvette. Albums Fleuretten°92 Les Pièges et n°93 Les Piégeurs piégés
Troisième série les Aventures de Sylvain et Sylvette (Albums Fleurette troisième série 1980-1985)
Justin Petipeu qui a fabriqué un chien téléguidé (album Fleurette nouvelle série n°93 Le chien mécanique) revient avec un monstre ressemblant à un dinosaure. Il sème la panique  chez nos amis ainsi que chez les compères. Albums Fleurette n°5 Le Monstre et n°6 Augustin se rebiffe.
Jojo, un petit singe fait irruption dans la chaumière. Il sème la panique par où il passe. Entre les albums Fleurette n°12 Jojo-la-panique et n°13 Jojo et compagnie, Claude Dubois propose un épisode La lettre de 10 planches, uniquement paru dans la revue Fripounet, du n°33 au n°37, 1981. Sylvain écrit une lettre au propriétaire de Jojo et la porte au village. Il  rencontre beaucoup de difficultés en chemin.

### Couvertures réalisées par Claude Dubois pour des albums Fleurette dessinés par Jean-Louis Pesch
Des albums Fleurette de la première et deuxième série dessinés par Jean-Louis Pesch ont une couverture réalisée par Claude Dubois.
- Albums Fleurette 1953-1967, première série

1. Compère l'ours s'en balance
2. La Chaumière imprenable
3. Le Secret de la cabane
4. Une fausse piste
5. L'ours n'a pas le pied marin

- Albums Fleurette nouvelle série 1967-1979, deuxième série

1. Le Défi des compères
2. Barbichette sauve la chaumière
3. Cui-Cui fait le guet
4. Les Compères ne verront pas les étoiles
5. Les Compères font du cirque
6. Renard en savait trop
7. Le Plus Bel Arbre de Noël
8. Raton cosmonaute
9. Les Compères ont le mal de l'air
10. Sortira, sortira pas ?
11. Renard est malchanceux
12. La fièvre monte
13. Ours prend trop de risques
14. Un dangereux face à face
15. La Boîte à musique
16. Chez le père Beausabot
17. Les Prisonniers du Moulin Noir
18. Les Compères déménagent
19. Une dangereuse carrière
20. Le Dragon de la forêt
21. Le Monstre de la rivière
22. Le Lance-pierres
23. Renard héros de l'espace
24. Renard est un voleur
25. Le Banquet des compères
26. La Ferme abandonnée
27. Le Boomerang
28. La Chasse au canard
29. Les Compères attaquent
30. La Malle à malices
31. Une terrible épidémie
32. Le Jeune Captif
33. Fromages à emporter
34. La Statue du commandeur
35. Les Compères ont un mal de chien
36. L'arbre qui parle...
37. Premier de cordée
38. Compère Ours est mal-en-point
39. Pauvre compère Renard 
( version avec étoile, 20 pages)
40. La Grande Peur des compères 
( version avec étoile, 20 pages)
41. Les Compères chassent le tigre 
( version avec étoile, 20 pages)
42. Un nouveau petit chaperon rouge 
( version avec étoile, 20 pages)
43. Renard fait bande à part 
( version avec étoile, 20 pages)